# Gustav Vasa (skulptur)

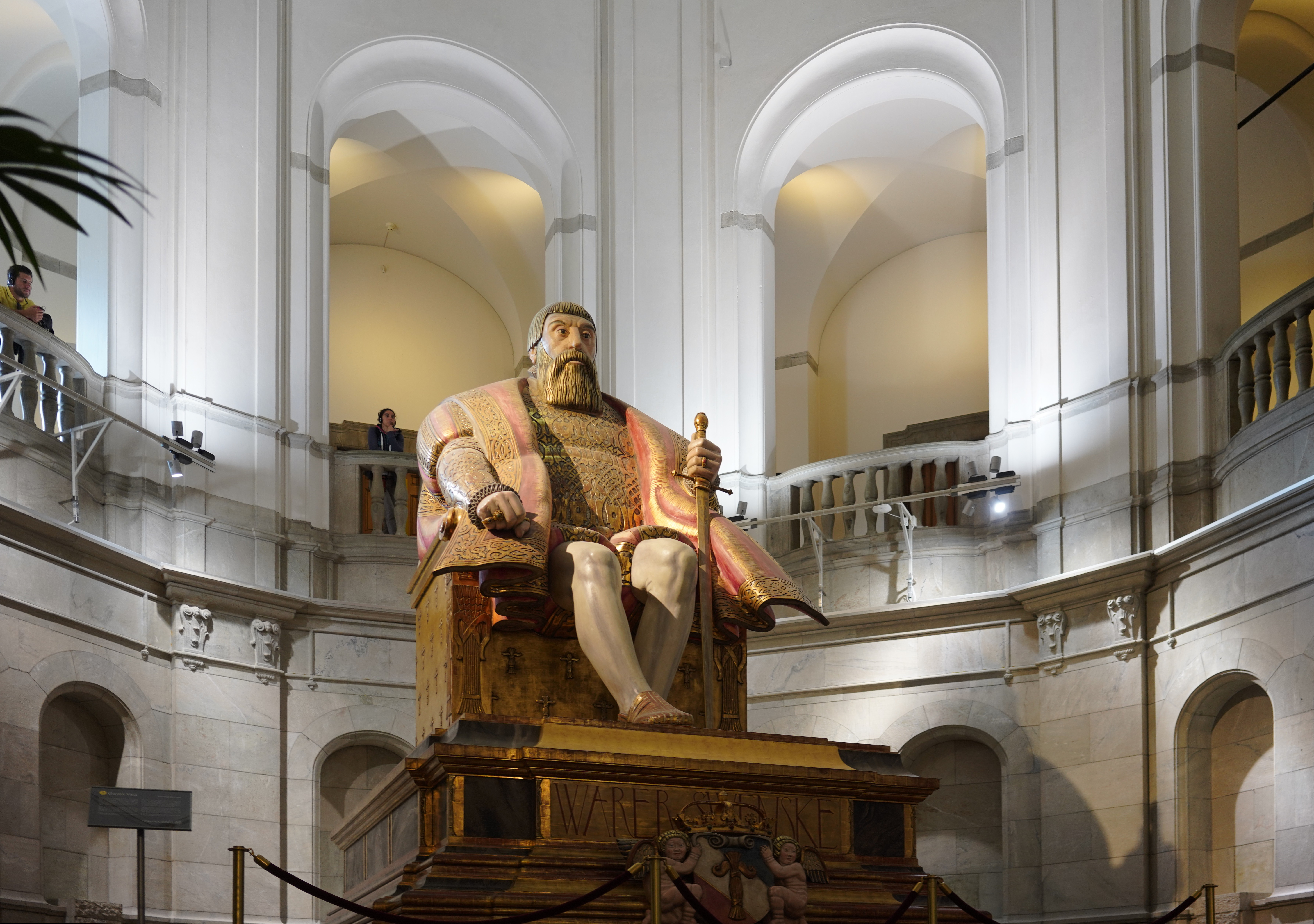
Nordiska museets centralhall med Milles Gustav Vasa-skulptur.

Gustav Vasa är en skulptur i Stockholm av Carl Milles som skapades i två utföranden till Nordiska museets stora hall, dels en variant i gips invigd 1907 och dels en variant i ek, invigd 1925.

## Historik
Vid tiden för detta uppdrag bodde Carl Milles i München och där utförde han även 1905 den första gipsskissen till Gustav Vasa. Isak Gustav Clason, som var arkitekt för Nordiska museet, var ytterst entusiastiskt sedan han mottagit skissen och skrev bland annat: “…Ni har både i form och färg här lyckats få fram något både i högsta grad enkelt och imponerande /…/ är det möjligt att Ni skulle kunna bli färdigt med gubben till dess?”  Med  “till dess” menade han museets öppnande på midsommardagen 1907.  
Gustav Vasa utfördes sittande och ca sex meter hög, det gav honom en önskad majestätisk tyngd.  Gipsmodellen kom på plats 1907 och väckte stor uppmärksamhet, den var polykrom, det vill säga målad i olika färger. Kungen fick sitta i en gyllene tron, inklädd en praktfull röd dräkt med guldstickning och med långt vitt skägg. Färgsättningen hade utförts av Carl Milles hustru Olga Milles. Gips är dock ett förgängligt material och det var meningen att snarast utföra den slutgiltiga Gustav Vasa i trä, närmare bestämt ek. Men pengarna saknades och först 1925 blev träskulpturen färdig, även den polykrom. Då hade Gips-Vasan redan börjat vittra sönder. Det hade nu gått cirka tjugo år sedan den första skissen och Milles ville göra en del radikala förändringar i den slutgiltiga versionen. Här mötte han dock motstånd av Nordiska museets nämnd och byggnadens skapare Clason, som ville ändra så lite som möjligt. Man enades till slut om att Gustav Vasa kunde framställas något yngre. 
Det sägs att det innanför kungens panna sitter en bit av en ek som Gustav Vasa själv planterade vid Rydboholms slott.